# 죠스 2
《죠스 2》(영어: Jaws 2)는 1978년 미국의 스릴러 영화로, 《죠스》의 속편이자 죠스 시리즈의 두 번째 작품이다. 자노 슈와르크가 감독을 맡았다.
죠스 2는 1979년 록키 2가 개봉될 때까지 가장 수익이 높은 속편 작품이었다. 죠스 2가 복합적인 평가를 받았음에도 불구하고 대체적으로 3개의 죠스 속편 가운데 최고작으로 간주된다.

## 줄거리
주인공 자크는 상어와 놀다가 부상을 당한다. 피 냄새를 맡은 상어들은 자크의 배를 공격한다. 자크는 부모를 상어에게 잃고 혼자 30KM 떨어진 육지로 수영으로 돌아가야 하는데......상어는 아직 배 밑에 있다! 11살의 육지로 돌라가는 모험(상어와). 구세주처럼 한 낚시 배를 만난다. 상어를 떠돌겐 자크는 배에서 쉬다가 상어들이 그 배까지 왔다!

## 출연
- 로이 샤이더 - 마틴 브로디
- 로레인 게리 - 엘런 브로디
- 머리 해밀턴 - 래리 본
- 조지프 마스콜로 - 렌 피터슨
- 제프리 크레이머 - 제프 헨드릭스
- 콜린 윌콕스 - 엘킨스 박사
- 앤 두센베리 - 티나 윌콕스
- 마크 그루너 - 마이클 브로디
- 수전 프렌치 - 노파
- 배리 코 - 톰 앤드루스
- 게리 스프링어 - 앤디 니컬러스
- 도나 윌크스 - 재키 피터스
- 게리 두빈 - 에디 마챈드
- 존 듀카키스 - 폴 로먼
- G. 토머스 던럽 - 티미 웰던
- 데이비드 엘리엇 - 래리 본 주니어
- 마크 길핀 - 숀 브로디
- 키스 고든 - 더그 페터먼
- 신시아 그로버 루시
- 벤 말리 - 패트릭
- 마사 스워텍 - 마지
- 빌리 밴잰트 - 밥
- 지지 보건 - 브룩 피터스
- 프리치 제인 코트니 - 태프트 부인
- 앨프리드 와일드 - 해리 와이즈먼
- 사이프리언 R. 듀브 - 포스너씨
- 제리 M. 백스터 - 헬기 조종사
- 진 콜터 - 다이앤 헷필드
- 크리스틴 프리먼 - 테리
- 허브 뮬러 - 필 포거티
- 데이비드 아울슬리 - 도니
- 수전 아울슬리 맥밀런 - 데니즈

## 기타
- 원조: 피터 벤츨리
- 협력프로듀서: 조 알베스
- 미술: 조 알베스

## 한국판 성우진(KBS, 1993년 7월 17일)
- 송두석 - 마틴 브로디(로이 샤이더)
- 김정희 - 엘렌 브로디(로레인 게리)
- 김정경 - 래리 시장(머리 해밀턴)
- 엄주환 - 핸드릭스(제프리 크레이머)
- 박은숙 - 재키(도나 윌키스) / 보트 여성(장 콜터)
- 김성희 - 가정부(메리 A. 개프니) / 할머니(수잔 프렌치)
- 김환진 - 마이클(마크 그루너)
- 성병숙 - 티나(앤 듀젠베리) / 숀(마크 길핀) / 낸시(신디 그로버)
- 이윤선 - 에드(게리 더빈) / 더그(키스 고든)
- 이정구 - 래리 시장의 아들(데이빗 엘리엇)
- 이봉준 - 렌 피터슨(조시프 마스콜로)
- 장광 - 톰(배리 코) / 폴(존 두카키스) / 어부(콜 레드 맥린) / 헬기 조종사(제리 M. 백스터)
- 강희선 - 브룩(지지 보건) / 엘킨스(콜린 윌콕스)
- 윤기황 - 앤디(게리 스프링거)
- 이호인 - 밥(빌리 반 잔트) / 티미(G. 토마스 던롭)